# Azham Corona
L'Azham Corona è una struttura geologica della superficie di Venere.